# فرودگاه لیرا
فرودگاه لیرا (به انگلیسی: Lira Airport) یک فرودگاه است که یک باند فرود سنگفرش دارد و طول باند آن ۸۴۶ متر است. این فرودگاه در کشور اوگاندا قرار دارد و در ارتفاع ۱۰۹۱ متری از سطح دریا واقع شده است.